# Tratado de Londres (1913)

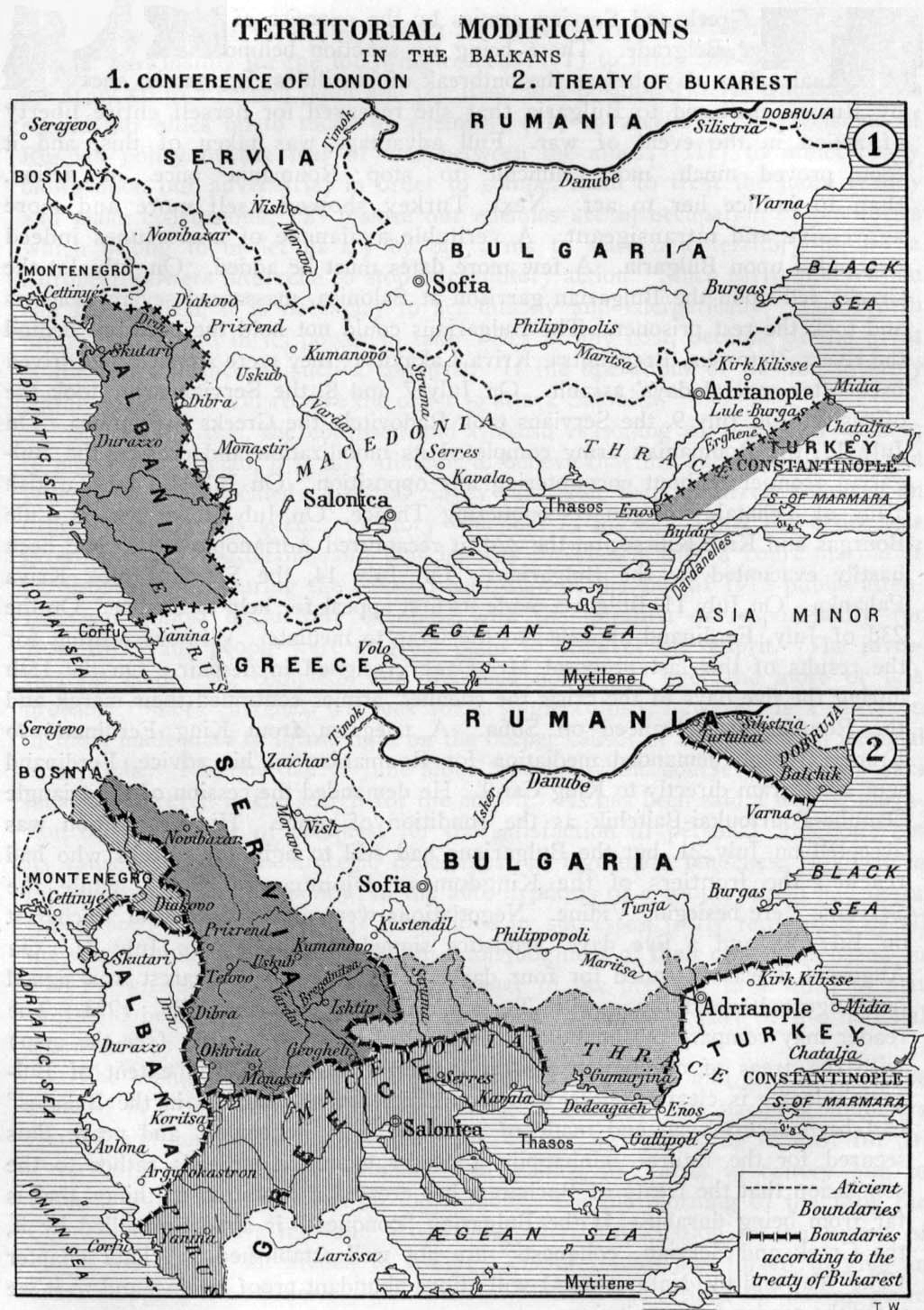
Mapa que mostra as mudanças territoriais ocorridas depois dos tratados de Londres (acima) e Bucareste (abaixo), ambos ocorridos em 1913

O Tratado de Londres de 1913 foi um acordo assinado em 30 de maio daquele ano para concluir os ajustes territoriais que ocorreram na Península dos Balcãs após a Primeira Guerra Balcânica.

## Contexto Histórico
As hostilidades da Primeira Guerra Balcânica cessaram em 2 de dezembro de 1912. Os beligerantes eram as nações pertencentes à Liga Balcânica (Sérvia, Grécia, Bulgária e Montenegro) e o derrotado Império Otomano. Os representantes das grandes potências durante a assinatura do tratado foram o Império Alemão, Império Austro-Húngaro, Grã-Bretanha e Rússia Imperial.
Os principais pontos de discórdia foram os seguintes:
- O estatuto da independência da Albânia, que havia sido invadida pela Sérvia, Montenegro e Grécia;
- O estatuto do distrito administrativo otomano de Sanjaco, um território que anteriormente formava o Despotado da Sérvia, mas dividiu-se nos territórios de Ráscia e Zeta. Essas regiões eram protegidas pela Áustria-Hungria, tal como acordado no Congresso de Berlim de 1878;
- O estatuto do território do Cosovo, Macedônia e Trácia.

O tratado foi negociado em Londres, durante uma conferência internacional que começou em dezembro de 1912 após a declaração de independência da Albânia, em 28 de novembro daquele ano.
Os quatro representantes das potências do tratado, com exceção da França, apoiaram a criação de uma Albânia independente. No entanto, a posição da Áustria-Hungria se devia a sua política de evitar o expansionismo da Sérvia (Grande Sérvia), a fim de alcançar o Mar Adriático e a posição da Itália que foi devido principalmente as reivindicações territoriais sobre a Albânia, que foram expressas em 1939 após a ocupação deste país. A Rússia apoiava a Sérvia e Montenegro, enquanto o Reino Unido e a Alemanha tomaram uma posição neutra. Esta decisão foi determinada devido as ambições dos vencedores da Primeira Guerra Balcânica para partilhar o território da Albânia.

## Termos
As condições estabelecidas pelo tratado foram:
- A Albânia foi declarada um estado independente; Sérvia, Montenegro e Grécia são obrigados a retirar as suas tropas da Albânia.
- O território de Sanjaco é dividido entre a Sérvia e o Montenegro;
- A Bulgária irá adquirir a região da Trácia. Os limites do território estavam compreendidos entre a cidade de Eno no Mar Egeu e Midia (atual Kıyıköy) no Mar Negro;
- Não será tomada nenhuma solução definitiva para a divisão territorial da Macedônia, entre os vencedores da Primeira Guerra Balcânica, devido a desentendimentos entre as nações.

Os defeitos e não conformidades causadas pelo tratado levaram a uma nova guerra, a Segunda Guerra Balcânica, em Junho de 1913. O acordo final de paz entre as nações beligerantes foi o Tratado de Bucareste, assinado em 13 de agosto daquele ano.